# Малл-Хилл
Малл-Хилл (англ. Mull Hill, мэн. Cronk Meayll) — холм на острове Мэн. Холм расположен рядом с деревней Крегниш. На вершине холма расположен доисторический каменный круг-кромлех.
Кромлех Малл-Хилл, также известный, как Мийл-Сёркл (англ. Meayll Circle) имеет восемнадцать метров в диаметре. Он относится к позднему или раннему бронзовому веку. В круге находятся шесть двойных погребальных камер. Раскопки кромлеха проводились в 1911 и 1971 годах.